# Leichter Kampfwagen I
De Leichter Kampfwagen I was een lichte Duitse tank uit de Eerste Wereldoorlog.

## Achtergronden

### Vroege Projecten
Duitsland had in het begin van de Eerste Wereldoorlog al enige ervaring opgedaan met de ontwikkeling van gepantserde rupsvoertuigen uit commerciële vrachtwagens doordat op 19 juli 1915 aan ingenieur Hugo G. Bremer de opdracht gegeven werd een bevoorradingsvoertuig te ontwerpen. Het prototype dat op 6 oktober 1916 gereedkwam, was een viertons vrachtwagen waar vier rupsbanden onder gemonteerd waren. Van deze Bremer Wagen werden er vijftien besteld. De fabriek in Marienfelde veranderde het ontwerp echter in de Marienwagen I half-track door het voorste niet-aangedreven paar rupsbanden te vervangen door normale wielen. Toen de romp ook nog eens gepantserd werd, noemde men het type de Marienwagen II - maar zo bleek het te zwaar om in het terrein te rijden. Het materieel wekte weinig belangstelling op en een volgend project: de Dür-Wagen, een soort half-track met één enkel voorwiel en kleine sleetjes in plaats van normale rupsbandschakels, bracht het niet verder dan een houten model op ware grootte.

### Gewichtigdoenerij
Na de Britse inzet van de Mark I op 15 september 1916 leek er überhaupt geen interesse meer te bestaan in lichte rupsvoertuigen. De kritieke grondstoffen- en brandstofsituatie stond Duitsland niet toe zelf tot massaproductie van tanks over te gaan, en die weinige voertuigen die het zou kunnen bouwen, waren louter bedoeld voor propagandadoeleinden en moesten dus vooral zo indrukwekkend mogelijk zijn: zo ontstond de forse A7V, Duitslands eerste operationele tank, en het project van de gigantische K-Wagen.

### De Omslag
Eind 1917 veranderden de opvattingen over tanks echter abrupt door nieuwe tactische en strategische ontwikkelingen. Het succes op 20 november van het Britse tankoffensief bij Kamerijk toonde aan dat tanks in staat waren ook de zwaarst versterkte Duitse veldstellingen te doorbreken. Natuurlijk kon men de gebeurtenissen ook anders interpreteren en de Duitse propaganda deed zijn best de slag af te schilderen als een catastrofale Britse nederlaag. Het Duitse opperbevel besefte echter terdege dat een fatale uitbraak alleen was verhinderd doordat de Britten door het volledig ontbreken van lichte tanks de doorbraak niet hadden kunnen uitbuiten. Die tekortkoming zou echter niet eeuwig blijven voortduren. De nieuwste rapporten van de inlichtingendiensten logen er niet om: men verwachtte dat zowel de Britten als de Fransen in 1918 een nieuwe generatie lichte tanks zouden introduceren - voertuigen die wij kennen als de Whippet en de FT-17. Duizenden zouden er dat jaar op het slagveld verschijnen, tienduizenden het jaar daarop. Dit vooruitzicht was zeer verontrustend: was Duitslands leger in één keer verouderd geraakt, nu het zelf geen groot pantserwapen bezat? Misschien wel niet. Als tanks gespecialiseerde aanvalswapens waren, konden ze een verdedigend Duitsland niet tot nut zijn. Maar Duitsland kon niet blijven verdedigen. Behalve de tanks kwamen ook de Amerikanen er aan. Alles moest dus op alles gezet worden voor een beslissend offensief in het voorjaar van 1918. Men zou vrede sluiten met het nieuwe bolsjewistische regiem van Rusland om alle krachten in te kunnen zetten voor de Endsieg. Nieuwe tanks zouden echter niet op tijd klaar zijn voor het offensief. Als dat de eindoverwinning zou brengen, waren tanks overbodig. Zou het niet lukken dan had men hoe dan ook onvoldoende brandstof voor tanks. Het plan de tankproductie eerste prioriteit te geven werd daarom eind 1917 officieel verworpen.
Maar daar legde de tanklobby zich niet bij neer. De strategische situatie bood zicht op een derde uitkomst: Duitsland was immers niet van plan te goeder trouw de vredesbepalingen met Rusland uit te voeren. Zodra dat land tot een onvermijdelijke staat van burgeroorlog was vervallen, zouden de Duitsers pogen zover mogelijk naar het oosten op te rukken, op zoek naar Oekraïens graan (dat gebied werd in feite al eind februari tijdens de vredesonderhandelingen bezet) en de olie van Bakoe. Zelfs bij een onverhoopt mislukken van het voorjaarsoffensief zou zo de radicaal verbeterde voedsel-, grondstoffen- en brandstofsituatie het mogelijk maken in 1919 de aanval te hernemen, op voorwaarde dat er een massa tanks voorradig was. Natuurlijk vormde het geringe toegewezen budget hierbij een probleem. Het directoraat voor de motorisering, Chefkraft, kwam daarom op 29 december 1917 met het plan voor de massaproductie van een zo licht en goedkoop mogelijk tanktype dat gebaseerd moest zijn op bestaande vrachtwagenonderdelen.

### Conflict
Toen het leger hoorde van dit plan, was de reactie zeer negatief. Men had zich al eerder door Chefkraft de te zware K-Wagen in de maag laten splitsen en nu het opgescheept dreigde te raken met een te licht voertuig was OHL (Obere HeeresLeitung) de inmenging van het bureaucratische orgaan meer als zat. Op 17 januari 1918 volgde een formele afwijzing en het leger zocht contact met Krupp en liet die wapenfabrikant een andere lichte tank ontwikkelen, welk project informeel de Krupp-Wagen ging heten. Toen het prototype hiervan zijn voltooiing naderde, moest er toch weer contact met Chefkraft worden opgenomen, want die organisatie besliste over de toewijzing van de productiecapaciteiten. Tot ieders verbijstering bleek toen dat Chefkraft op eigen houtje Joseph Vollmer, de ingenieur die ook betrokken was geweest bij het ontwerp van de A7V, een alternatief prototype had laten bouwen naar de oorspronkelijke ontwerpopzet: de Leichter Kampfwagen. Op 13 juni vond een eerste vergelijking van de concurrerende types plaats. De ruzie liep hierbij zo hoog op dat er geen keuze kon worden gemaakt: beide programma's werden dus maar voortgezet, met het doel zo snel mogelijk tot productie te komen, om te beginnen met een zo goedkoop mogelijke versie met machinegeweer.

## Beschrijving van de Leichter Kampfwagen
De Leichter Kampfwagen moest een zo goedkoop mogelijke tank worden - en dat is het voertuig wel aan te zien ook. Het geheel maakt een zeer geïmproviseerde indruk. Duidelijk is zichtbaar dat het eigenlijk niets anders is dan de neus van een zwaar vrachtwagenchassis, waar wat dunne (tot 8 mm) pantserplaten opgeschroefd zijn en een krakkemikkig, van voren een meter uitstekend, loopwerk van smalle rupsbanden op tweemaal 28 loopwieltjes onderaangeplakt is. De breedte is zo nog geen twee meter. In de neus bevindt zich de motor; een keuze voor een speciaal type is niet gemaakt: dat zou per tank afhankelijk zijn van het soort vrachtwagen dat men zou ombouwen. Hoe snel de tank zal zijn, is dus niet helemaal duidelijk. Men hoopt met de zwaarste motoren, van zo'n 60 pk, het gewicht van nauw zeven ton met een snelheid van 15 km/u te doen voortbewegen. Het loopwerk wordt van achteren aangedreven door de normale vrachtwagentransmissie. Om de rupsbanden te besturen is er een dubbel remsysteem aan het vrachtwagenstuur verbonden; draait de chauffeur het stuur naar links, dan wordt de linkerrups afgeremd en voor rechts geldt hetzelfde. Achter de stoel van de chauffeur bevindt zich de gevechtsruimte. Eén man kan zich daarin net wat oprichten om het machinegeweer te bedienen dat in een cilindervormige toren is aangebracht. Als hij het wapen naar beneden klapt, kan hij zijn romp uit het torenluik steken. Deze commandant-schutter staan in geval van nood echter veel gemakkelijker vluchtwegen ter beschikking: er is een deur links, één rechts en zelfs nog één aan de afgeschuinde achterkant. De tank houdt namelijk na ruim vijf meter al op en de gevechtsruimte is het laatste stuk.

## De Leichter Kampfwagen II

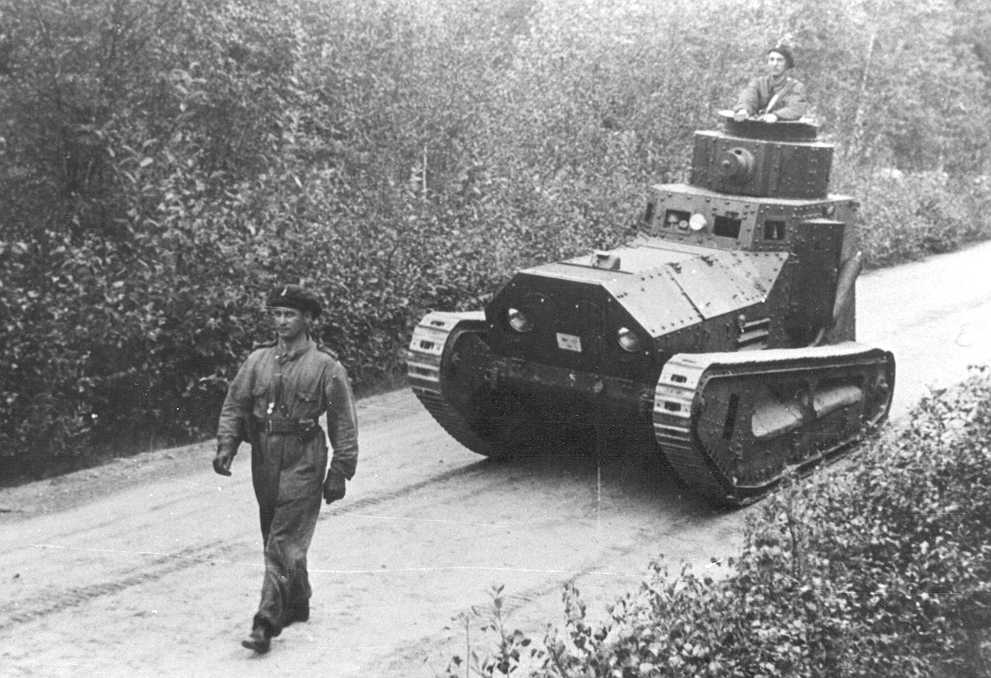
Leichter Kampfwagen II in Zweedse dienst als Stridsvagn m21/29

Tot een productie van deze versie met machinegeweer kwam het echter niet en ook de Krupp-Wagen werd zo niet in productie genomen. Krupp begint op 23 juli 1918 met de ontwikkeling van een verbeterde versie met naast het machinegeweer nog een 52 mm kanon. Hiervan worden er 65 besteld. Nadat het eerste prototype op 2 oktober gereed is gekomen, annuleert men dit weer. Alle productiecapaciteit zal gebruikt worden voor de verbeterde versie van de concurrent. Deze Leichter Kampfwagen II was in wezen niets anders dan het eerdere voertuig - dat nu natuurlijk "LK I" gaat heten. Om het ontwerp nog goedkoper te maken, is het loopwerk verkort tot 24 loopwielen. De tank heeft wat meer bodemvrijheid. Om Krupp concurrentie aan te doen is er ook een Kanonenversion met 37 mm kanon. Eerst is men van plan om een 57 mm kanon te installeren, maar bij schietproeven op 29 augustus blijkt dat de terugslag het chassis doet kraken. Men ziet hierbij af van een dure torenconstructie: het kanon bevindt zich in een verlengde kazematopbouw van de gevechtsruimte, die nu ook nog plaats moet bieden aan een lader. De zijdeuren groeien met de constructie mee en er kan een machinegeweer doorheen worden gestoken. Doordat er pantserplaten van 14 mm gebruikt zijn, weegt deze versie 8,5 ton.

## Afloop
De LK II met machinegeweer had in massaproductie moeten gaan: tien in december, oplopend tot 200 in april 1919. Het is onduidelijk waar de brandstof voor zoveel voertuigen vandaan had moeten komen, want een Brits expeditieleger rukt die zomer op vanuit Perzië en bezet Bakoe. Men begint met de uitvoering van het plan om deze versie te voorzien van een verlengde voorkant om plaats te maken voor een extra ventilatierooster bovenop. Een plattere versie zonder toren zou moeten dienen als artillerietrekker. 
De wapenstilstand van 11 november 1918 verbiedt aan Duitsland echter het bezit van tanks. Desalniettemin gaat de productie van enkele exemplaren, vermoedelijk 24, tot in 1919 door. In 1920 worden er veertien clandestien tegen schrootwaarde geleverd aan Hongarije. In 1921 legt de nieuwe democratische regering geheime contacten met Zweden. Tien LK II's vertrekken in de herfst van dat jaar samen met Joseph Vollmer en zijn ontwerptekeningen van de LK III, een type met de motor achteraan, naar het noorden om een begin te maken met de Zweedse tankontwikkeling - waarvan de resultaten mede aan Duitsland ten goede moeten komen: de Landsverkfabriek is een Duitse holding via de Gutehoffnungshütte Aktienverein für Bergbau und Hüttenbetrieb Oberhausen. Het jaar daarop begint de geheime samenwerking met de Sovjet-Unie, in 1926 gevolgd door de illegale ontwikkeling van tanks in Duitsland zelf.
In Zweden gaan de ontwikkelingen echter traag: men neemt de LK II bij het eerste tankbataljon van dat land pas in 1928 in dienst onder de naam Stridsvagn fm22. Vijf van de tien tanks worden in 1930 omgebouwd met 85 pk Scania motoren - hun maximumsnelheid stijgt tot 18 km/u - en krijgen dan de naam Stridsvagn m21/29. Dat jaar wordt met geheime Duitse steun - met een Nederlands bedrijf als dekmantel - de eerste Zweedse tankfabriek gebouwd. Beide subtypen blijven tot 1939 operationeel. Eén exemplaar van elk type staat nog in het tankmuseum van Axvall.
A7V · A7V-U · Leichter Kampfwagen I · K-Wagen · Treffaswagen